# 南石頭大屠殺
南石頭大屠殺，也称为粵港難民營事件，是1942年到1945年期间中華民國廣東省廣州市南石头难民营出现的大规模死亡事件。1942年，日本占领香港后，因人口过多难以管理，实行归乡政策，驱逐数十万华人离开香港。其中从水路返回广州者被截留在廣州南石頭收容所。据日军波字8604部队老兵丸山茂指认，日军对难民实行了细菌战，以降低收容压力；起初是往水井裡投放傷寒菌和副傷寒菌，随后從東京運來了沙門氏菌，投放到為難民準備的稀粥和飲用的湯水裡，导致大量难民死亡。难民幸存者指日军還強迫難民打防疫針，打後發高燒、抽筋随后有人离世。战后，廣州紙廠在建设房屋时，在原南石头难民营附近挖掘出大量的尸骨。谭元亨指至少10万粤港难民死于难民营中。
1993年，原8604部队成员丸山茂提供南石头大屠杀的证词，随后于1995年7月及11月两度亲自前往广州指证。检疫所现址位于广州南石头街道南石西路兴隆大街44号对面，原为广州市公安局水上分局南河道派出所办公室用房。收容所位于海珠区原摩托车厂及周边企业。:73-74侵华日军华南防疫给水部遗址于2002年被公布为广州市登记保护文物单位。

## 背景

### 归乡政策

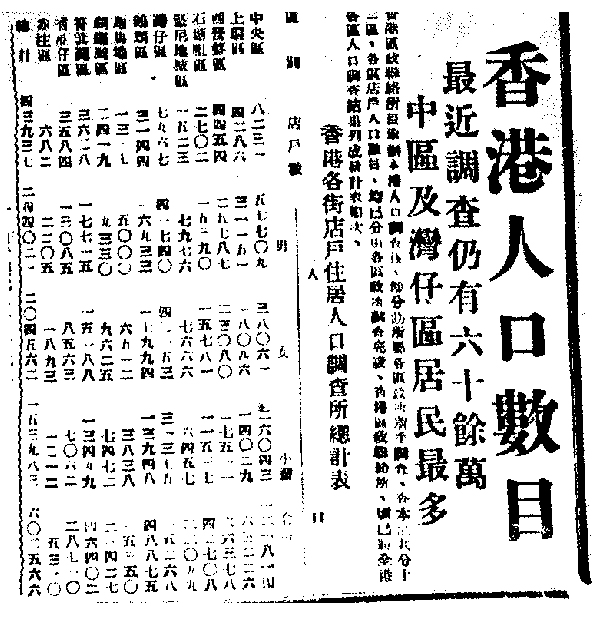
归乡政策令香港人口持续下降

1938年6月，国民政府误判形势，于武汉会战爆发后从第四战区又调集了4个师北上支援武汉，导致广州地区的防守空虚。1938年10月12日，日军进攻华南地区，于10月21日攻陷了广州。广州失陷后，全市陷入大火，数日不熄，无数民房被焚毁，迫使大量广州市民逃离。由于广州与香港一直有着密切的联系，因此许多人选择逃往香港投靠亲友，使得100多万人口的广州人口锐减至仅余20万，逃往香港的广州难民数量至少在10万至20万之间。:84
1941年11月7日，太平洋战争爆发。12月8日，日军进攻香港，18天后成功占领香港。日军占领香港后，意识到大量人口将给粮食供应和防卫资源分配带来问题。因此，从1942年1月起，军政厅颁布了华人疏散方案，成立了“归乡委员会”。:85针对流浪者、失业者、贫困者等总督府认为在未来无法在“新香港”就业的人，采取“慫恿疏散”和“自费疏散”。慫恿疏散，也称免费疏散，由当局提供住宿和旅费，将华人遣往大平、江门或深圳。自费疏散则是华人自己或同乡会提供资金，以离开香港。:48
至1942年2月19日，已经驱逐了554000人。随后香港设立总督府，到1943年9月底又驱逐了419000人:48从水路返回广州的难民数量应占较大比例，预计至少达到15万人以上。:891944年4月，香港占领地总督部宣布停止一般民众的米粮配给，归乡人数大增后，7月宣布停止办理慫恿疏散，到日本投降时香港人口已经降低到60万。

### 南石头难民收容所

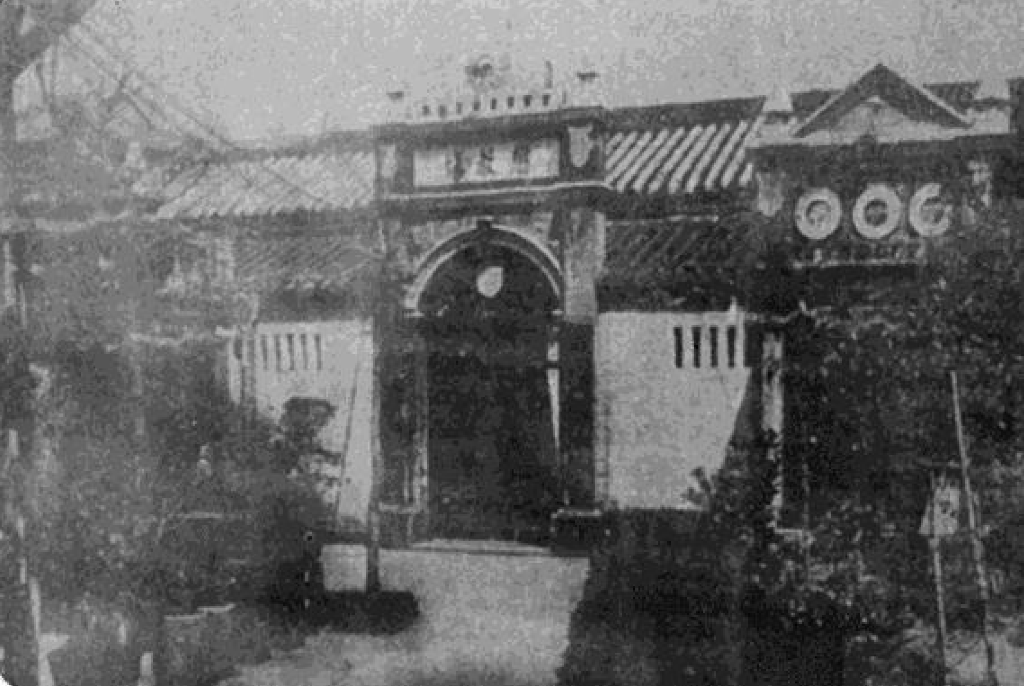
惩教场大门

南石头难民收容所位于原惩教场。惩教场位于南石头村前，占地面积四十七亩五分七厘，分为内外两部分。外场的海岸筑有码头，并建有洋楼作为场长办公室；内场则有会客厅、职员室和警察所。炊事场、浴场、病室和厕所建在犯房外。犯房采用井字形式，中间是运动场，东、西、南、北分别建有四个楼翼，每个楼翼分为两层，总共建有304间犯房和六个作业工厂，进行分科工作。利用原有的深沟厚壁，在场外四周开辟了巡逻路线，铺设了水泥路面，总长度超过一千尺（约333米）。:73-741942年初，随着香港难民归来广州的增多，原先的地点改建为难民收容所，并一直沿用至日本投降。:90
由于香港难民涌入如潮，南石头难民收容所已经无法容纳全部人员，同时又不允许难民自由离开。于是以“疫情检查”为由，迫使大量难民的船只滞留在南石头难民收容所附近的江面上，形成了一个临时的“船上难民收容所”。原本准备返回广州的香港市民成为了南石头难民收容所的一部分，陷入了无法摆脱的困境。:94南石头难民收容所内，许多难民被迫为日本或汪精卫政府从事苦工，人身自由受限。这个收容所实行严格的武装守卫，禁止难民和外人随意出入。:93

### 波字8604部队

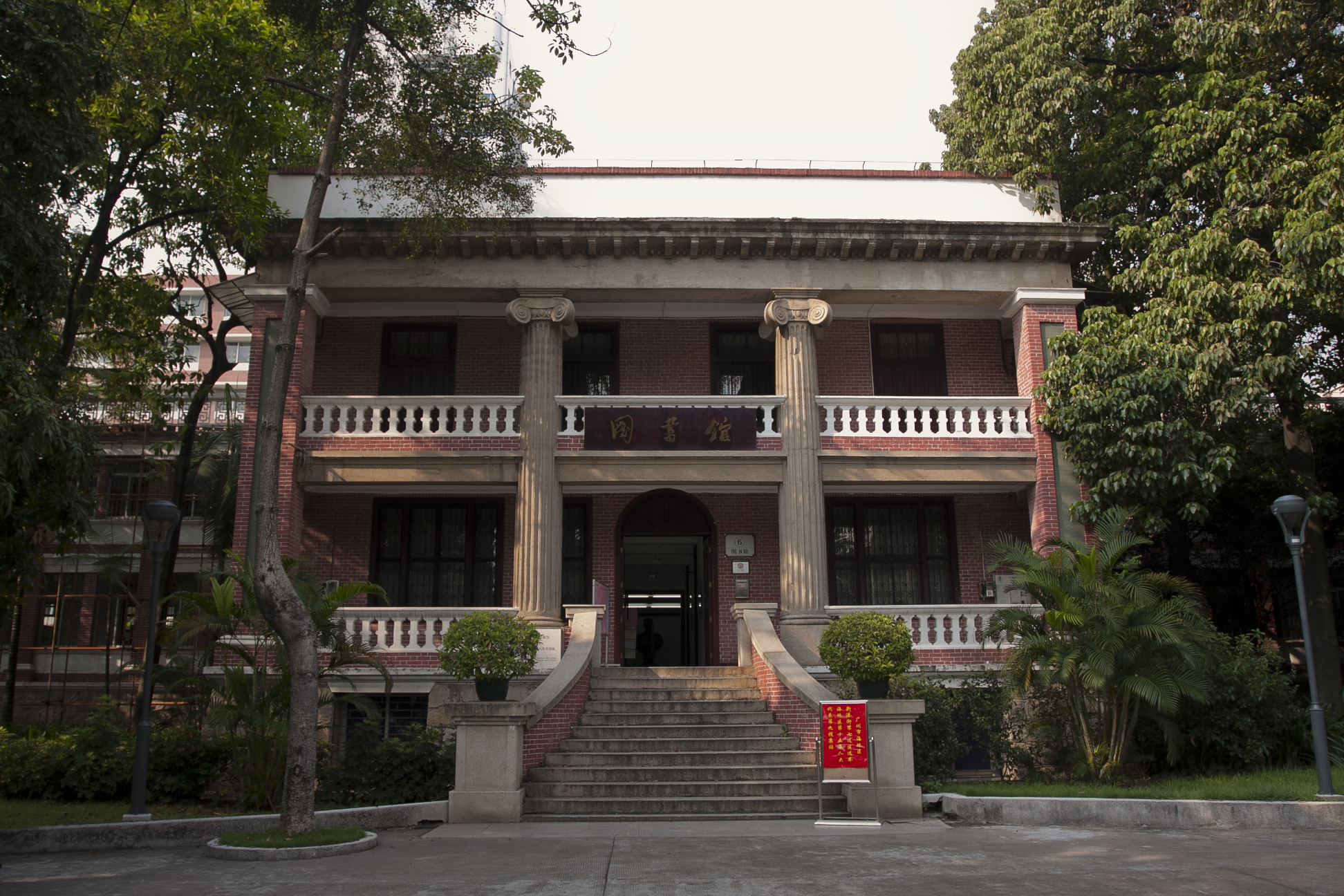
波字8604部队大本营位于中山大学医学院图书馆

1939年底，日军在广州编成了波字8604部队，对外称为“华南防疫给水部”，声称是为日军提供防疫给水工作的部队，实际上从事的是细菌研究和细菌战。:72其大本营设在原中山大学医学院图书馆及其附近。南石头难民收容所是该部队在广东进行细菌战的重灾区，大量粤港难民被杀害。负责管理南石头难民收容所日常事务的应当是汪精卫政府广东省政府下辖的广东省赈济委员会南石头难民收容所，其领导是所长刘念端，以及相关的工作人员。而汪精卫政府广东省政府粤海关海港检疫所与南石头难民收容所紧密相关，由波字8604部队第1课的的场守喜担任收容所的所长，专门负责监管收容所、实施细菌武器虐杀和进行人体试验。:108-109

## 难民安置

### 检疫流程
根据亲历者描述，检疫过程大致如下：停泊船只后进行检疫，将所谓的染疫者隔离带走，其余人则被驱赶上船。检疫地点有时在船上进行，有时被带至海关海港检疫所内，有时则在岸边的河沟或平地进行。所谓的检疫程序包括“男女老少都要脱裤，光着屁股朝天”，并用玻璃棒插入肛门进行检查。但在日军资料中，从未发现过关于“船上难民收容所”难民具体检疫的详细记录。此外，如果使用的是温度计，仅凭这一步骤无法准确检测疫病。如果是用于取样的探棒，那么当时是否有编号登记、大量样本如何保存和检测等问题也难以解释。一般的检疫程序，不太可能销毁相关资料。由于南石头难民收容所容量有限，最多只能容纳约5000人左右，因此许多难民最初被安置在难民船上等待。一旦难民收容所有空位，他们就会被转移到收容所内，这种情况反复出现。:97-98

### 高死亡率
在许多难民的记忆中，船上的人数急剧减少。一些难民无法熬过等待期，死在了船上。这些死亡大多是由于饥饿或疾病，其中一些可能是由于病菌传播造成的。船上通常没有跳蚤，但一些难民回忆说，船上突然出现了跳蚤，几天后，人们开始陆续死亡，"每天都有人死去"，死者被扔进河里。难民们认为，这是日本人故意散播带菌跳蚤的结果。其他人则试图偷偷逃离。:99
日军在南石头粤海关检疫所后，设立了廣東省⽴傳染病院，称是为了集中治疗粤港难民的霍乱，并且将广州的霍乱疫情归咎于难民。当地人称该医院为“日军医院”。根据日军医院的记录，香港难民普遍处于饥饿状态，90.1%有营养不良，营养不良是最大的死因。患霍乱的人中，1至10岁与61至70岁的死亡率最高，达60~70%，超过40岁后，死亡率明显急剧增加。其他年龄段的死亡率在40-70%之间。死亡者集中在7月，为温度较高的季节，7至9月份有时死亡率甚至达90%。因此，研究认为，霍乱菌死亡与温度关联最大，而与性别关系不大。患者腹泻严重时，死亡率可达40%；有呕吐时，死亡率更达57.1%。患者一天呕吐五次的死亡率占24.7%。另外，还有52.2%的患者发生痉挛：上肢痉挛的有31.8%，下肢痉挛的有47.8%，上下肢都有痉挛的则有20.4%。:99-102

### 人体实验
笼中鸟，难高飞，不食味粥肚又饥，肚痛必疴无药止，一定死落化骨池。——南石头难民营中流传的打油诗
《大东亚战争陆军卫生史》提及如何处理这些难民问题是一个令人头疼的难题，并指出华南防疫给水部疑似当时与陆军军医学校的人商讨过，了解他们最想知道的细菌感染率、死亡率等情况。因此，他们决定在难民身上进行人体实验，并将结果制成图表。随后，他们采取了将这些带菌者释放到敌区的作战计划。这些被细菌感染的实验者虽然没有死亡，但他们身上携带着大量细菌，成为了活体细菌武器，被释放到了北部河对岸的中国军队驻扎地。:104-105面对涌入的大量难民，为了减轻收容压力，日军在三年多的时间里采取了残酷手段，使用细菌武器对难民进行虐杀。:93

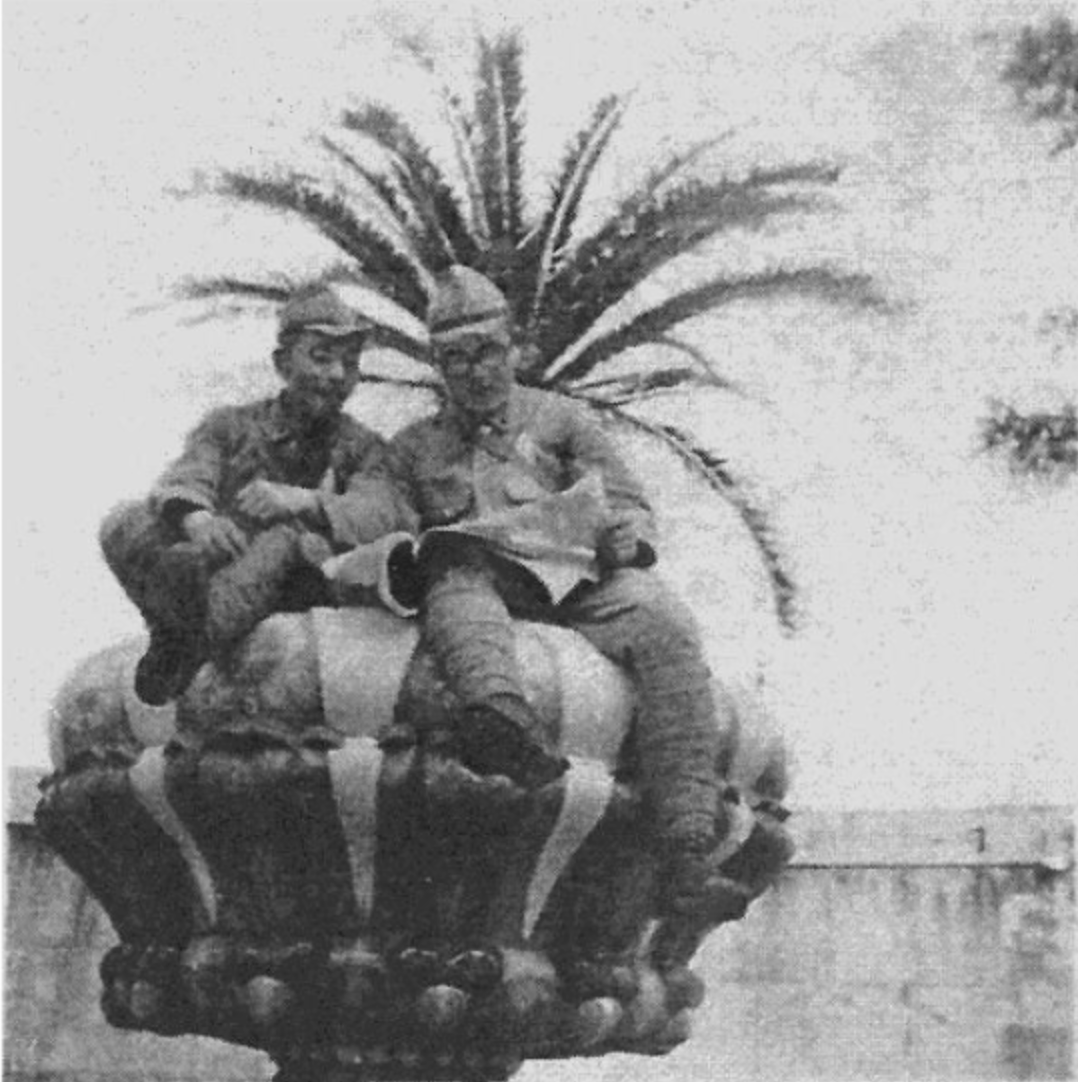
丸山茂（左）和的场守喜（右）在原广州中山公园合影

波字8604部队第1课细菌检验班担任过班长的丸山茂先生作证指出，1942年2月至5月期间，波字第8604部队在广东广州市河南滩石头难民营，利用细菌武器实施了屠杀。:105这一行动由波字第8604部队部队长佐藤俊二军医大佐指挥，南水部第一课细菌检验班的的场守喜卫生伍长等人执行。他们从东京军医学校运来了一种肠沙门氏菌，选择在省政府职员尚未到岗的早饭时间，延迟供应汤的时间，以便在他们毫无察觉之际完成细菌的投放，同时避免了沙门氏菌因高温被消灭。:107
利用类伤寒等沙门氏菌进行细菌战的原因与其病理学特性有关。这些细菌通过污染的水源、尘土等经消化道进入人体后，可以迅速产生严重的传染。即使是治愈或轻度感染无症状者，也会持续保持带菌状态，有些长者甚至可以持续几年。正是这样的病理学特性，使得该病在急性发作时能够迅速地大面积传播给军民，而且通过无症状带菌者在很长的时间和更广泛的范围内对更多的人造成伤害。:113
设在南石西的粤海关海港检疫所是日军细菌武器的活体试验场所，目击者指日军选中青年，将之送进检疫所内喂蚊吸血。南石头村民泰伟指认日军在稻田里捕捉蚊⼦的幼蟲，并且找人喂蚊子，然后抽出蚊血来做实验，其姐夫被抓入检疫所餵蚊后病死。:32据难民营幸存者冯奇描述，难民营内强迫难民打防疫针，很多人打后发高烧、抽筋，不几天便倒地不起。

### 尸体处置
汪精卫政府的省政府负责将死者埋葬，采取就地掩埋的方式，尸体堆叠在一起，甚至连用于掩埋尸体的土地也变得越来越少。:104-105日本陆上自卫队编《大东亚战争陆军卫生史》中只提及300多人死亡，并且透露霍乱流行导致人口大量减少，不得已只得开始火化，并使用化骨池。每一个化骨池每次可以容纳50—60具尸体，交替进行，共有两个化骨池，因此死者数量远超300人。:102南石头老人钟瑞荣指出，当时难民所内有两个巨大的化骨池处理尸体，池内尸体每铺一层，就倒入一些不知名的药水，然后加上一层石灰，仅两三日，两个化骨池就填满了尸体。难民营幸存者冯奇指出，化骨池尸体放满后，加放药水封盖好，散发出恶臭。据广州造纸集团退休工人、细菌战受害者肖铮指认，其父亲目睹难民所中两个化骨池都被堆满尸骨，六个搬尸工搬了数月才搬完。难民死后便会被运到南箕路两边一带掩埋。

## 尸体发掘
1947年10月，广州市政府将南石头化骨池中的尸骨移到郊外七星岗。:22-23
1953年，广州造纸厂在南石头邓岗进行职工住宅工程建设过程中，发现南箕路兩旁不足0.5米深的地方有大量無棺白骨，尸骨层层相叠，每层之间用黄土隔开，厚度约20至40厘米，从地下2米深处可见，分布不均。当地人提及这些尸骸是从附近的惩教场搬运到此掩埋。因为附近并无其他山岗，死尸过多，可能来不及逐个挖坑掩埋，只是简单地在尸体上掩上薄土，年复一年皆是如此。施工者仅当作原土运往需要填土的路段填埋。:122目击者、广州造纸厂退休职工曹秀英指，从其所见到的局部，至少有三四百具尸骸。:124
1980年代，广州造纸厂在南箕路地段建设职工宿舍时，又发现三四百具尸骸。过路老人指为南石头难民营遇难者尸体。广州造纸厂原基建办主任沈时盛指除墙基坑以外，宿舍楼下究竟有多少尸体不得而知。尸体被装进骨塔，每个骨塔放2-3个人的尸骨，一共一百多个骨塔，最后被迁移到增城县小楼镇马屎忽。:124-125

## 纪念
南石头难民营检疫所现址位于广州南石头街道南石西路兴隆大街44号对面，原为广州市公安局水上分局南河道派出所办公室用房。南石头难民收容所位于海珠区原摩托车厂及周边企业。:73-74据广州日报2018年报道，南石头街发现的遗址总共有7处。其中，侵华日军华南防疫给水部的遗址于2002年被公布为广州市登记保护文物单位。其他6处遗址，包括日军防疫所医务人员宿舍、日军防疫所医务人员食堂、难民营的厨房、难民营的所长住宅、难民营的一段围墙和难民营化骨池所在地，目前正在由文物部门进行进一步的调查研究，以确定它们是否符合认定为文物的标准。
1995年，民间人士在广州造纸厂宿舍区内的遗骨发现处设立“粤港难民之墓”纪念碑。2002年，检疫所以“粤海港检疫所旧址”名称，登录广州市登记保护文物单位。2012年，海珠区政府将该单位定名为“侵华日军华南防疫给水部旧址”。2016年，海珠区政府和广纸集团出资将当地建设为绿化广场。2018年，广州市政府称将会设立粤港难民公园。:17-18
2017年初，最后一名确认身份的南石头大屠杀幸存者钟瑞荣辞世。华南理工大学新闻传播学院谭元亨教授为还原南石头大屠杀真相奔走多年，并积极呼吁建立纪念馆以保存南石头难民营遗址。2017年3月，龙子明等23位全国政协委员在全国政协第十二届五次会议上联名提出了《关于建立广州南石头侵华日军细菌武器大屠杀纪念馆的提案》。提案建议建设广州南石头侵华日军细菌武器大屠杀纪念馆，并将其建设成为爱国主义教育基地。

## 质疑
根据香港浸会大学历史系助理教授鄺智文的说法，虽然有人提供了相关的目击证词和事发地点，并提供了一些相关资料，但目前尚缺乏足够清晰的证据来完整地描述这一事件，特别是关于负责这一给水部的具体人员以及与该给水部相关的详细资料。

## 拓展阅读
- 譚元亨. . 金城出版社. ISBN 9787515105000.